# 上海圣伯多禄堂
重庆南路圣伯多禄堂（英語：St. Peter's Church）是一座位于中国上海市黄浦区重庆南路270号的天主教堂，初奉耶稣会圣人伯多禄·加尼削为主保，称圣伯多禄加尼削堂；后改奉圣伯多禄宗徒为主保。该堂始建于民国22年（1933年），后因修建南北高架路而于1995年拆迁重建，次年开放新堂。该堂是是位于上海市中心城区的重点教堂，也是上海教区市区总铎区的总铎座堂。

## 历史

### 震旦公学圣堂
光绪三十四年（1908年），震旦學院由徐家汇老天文台（现址汇师小学）遷到了卢家湾呂班路校址（今重慶南路上海交通大学卢湾校区）。由于三年前已经被耶稣会接管，震旦學院內擔任行政工作和任教職人員的外國修士数量变多，他們都要過宗教生活，故震旦學院內有一小教堂。這樣，震旦大學的小教堂就成為校內天主教友過宗教生活的場所。
震旦學院於光绪二十九年（1903年）初辦時，只是马相伯的事业，還沒有學生教友。遷到呂班路后，教會逐步把學院辦成了有醫學院、法學院、理工學院的正規大學，並于民国21年（1932年）改名震旦大學。民国13年（1924年），震旦大學共有學生392人，其中72人是教友。隨著教友的增加，震旦大學內的小教堂已顯得太小。因此，民国22年（1933年）10月8日，教会奠基建造一所較大的教堂，次年落成，因是震旦大学附属教堂，故而奉震旦大学主保圣伯多禄·加尼削为主保，取名聖伯多祿加尼削堂。大堂落成后，不僅滿足了震旦大學天主教友師生宗教生活的需要，而且也成了當地教友開展宗教活動的主要教堂。后来，由於教友们普遍對聖伯多祿·加尼削不熟悉，改用聖伯多祿宗徒來命名，稱聖伯多祿堂。

### 成为公共教堂
自民国2年（1913年）扩界后，圣伯多禄堂所在地被划分进上海法租界。民国36年（1937年）淞沪会战爆发后，原来聚居在虹口耶稣圣心堂、南市董家渡圣方济各沙勿略堂堂区的大批富裕信徒移居租界内避难，居住在该堂周围地段，于是该堂的定位发生了变化，从原来一所学校的教堂成为公众教堂，并成为上海教区一个重要堂口。截止到民国26年（1937年），堂区规册上已登记了341名领洗者和190192人次的圣体圣事。而从开堂至民国30年（1941年），教友人数则由数百人猛增到3000人，且知识分子较为集中。民国35年（1946年）10月，惠济良主教在伯多禄堂为蒋介石做六十岁祝寿弥撒。

### 堂区曲折发展
1949年，堂区教友人数有5691人。此后宗教活动正常进行，与君王堂成为卢湾区唯二幸存下来的天主堂。
文化大革命开始后，伯多禄堂被关闭，建筑与电子管风琴等设施均遭严重破坏。1969年，原址设工艺机修厂，1971年改为卢湾区文化馆。
中共十一届三中全会后，宗教政策调整，堂区恢复宗教活动；1983年3月，在瑞金一路90号设善牧堂作为临时教堂。1984年12月23日复名迁回，教区以当时文化馆归还回来的部分教堂（即小剧场）改为临时教堂。当时，主日约300人、四大瞻礼日约500人进堂望弥撒。

### 易址复堂及现状
1994年，随着南北高架路工程筹建，卢湾区文化馆动迁，于4月将教堂全部归还上海教区。然而由于工程建设，老堂必须拆除重建。于是由市政建设方高架工程指挥部经费拨出1千万元补偿教会，1995年1月，拆除老堂，在原址西侧稍移后按原建筑风格重建。1996年7月，新堂建成；21日，新堂开放，金鲁贤主教主持复堂大礼弥撒。
1993年起，上海教区原先在君王堂设有英文弥撒，但后来随着外籍教友增多，无法容纳，于是自2002年5月26日起将教区英语弥撒迁移至该堂。英文弥撒为每周六（500人）、周日（600至700人）各一台。同时，为了满足其他语种的天主教信徒的需要，又增加了每月第二个周日下午的法文弥撒（150人），由中国神父主持，还开设不定期的韩文弥撒（300人）和德文弥撒（30～40人），均由该国来华的神父主祭。每年到教堂参与宗教活动的外国人约有7万人次。2022年秋开始，圣伯多禄堂维修，英文弥撒迁移至张家楼耶稣圣心堂。
现在，圣伯多禄堂为市区教友较为集中的一所圣堂，为市区总铎座堂，有常驻神父4位。该堂国籍前任本堂和副本堂神父有王仁生、宋之桢、陈云棠、沈保智、张亮贤、蒋润生。现任主任司铎为教区副主教吴建林，副本堂司铎为于呈祥、任亚宁。

## 建筑
1934年落成时，圣伯多禄堂是钢筋混凝土建筑，为拜占庭式建筑风格，建筑面积约2700平方米。中央有大穹窿，弥撒间后面有5座边祭台。大门左侧有方形钟楼，装置着三只大铜钟；正门上有头戴教宗冠冕的圣伯多禄石像浮雕，由整块大理石雕塑而成。中殿山墙侧与唱经楼上饰有巨大的玫瑰窗。堂内正厅宽阔，两侧过道，堂内无支柱，处处可看到祭台，并清晰听到讲道声。面对祭台设大型唱经楼，有30年代最新乐器电子管风琴伴奏，可供百余人登楼唱经。全堂可容1000余人。

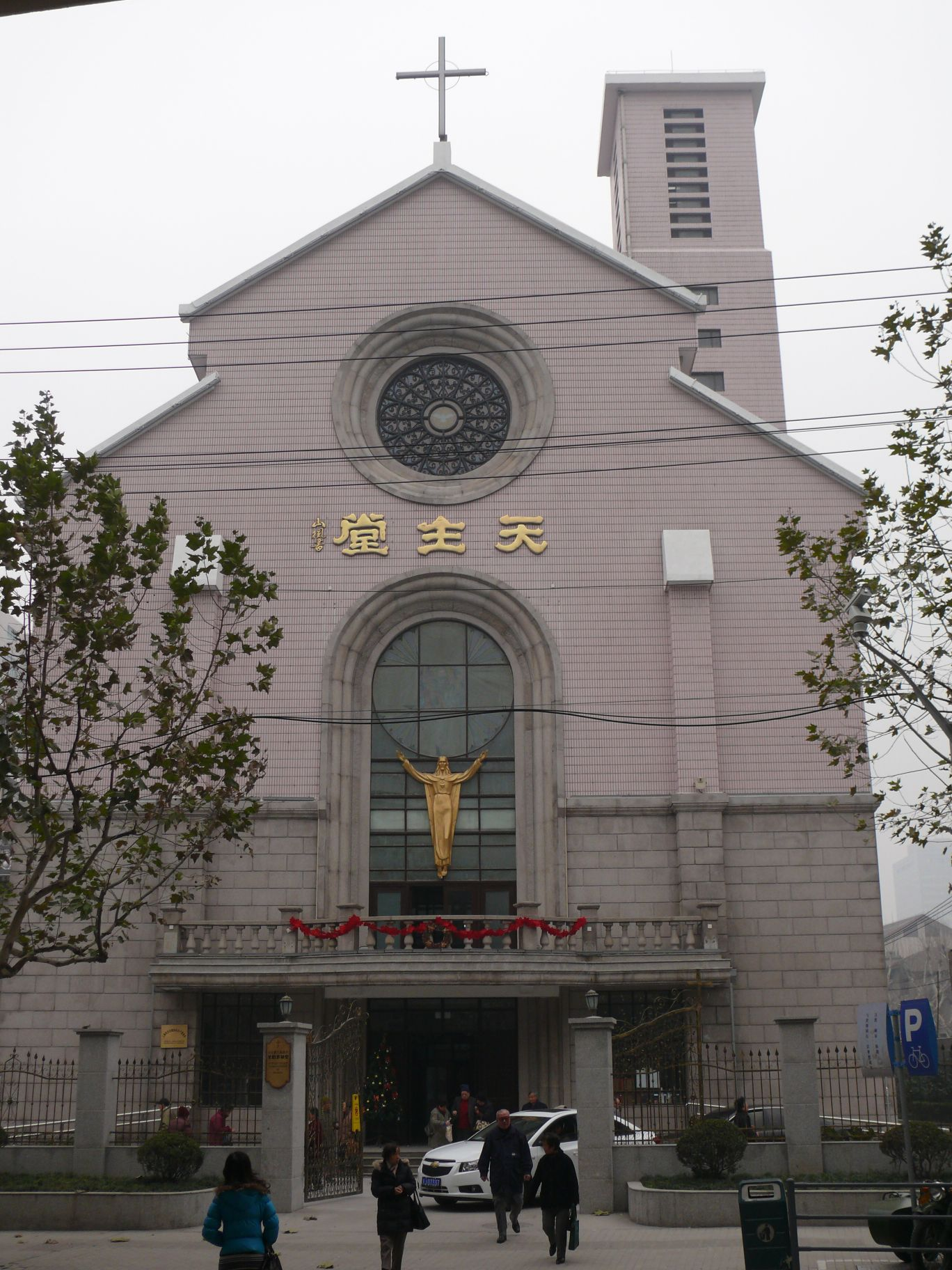
圣伯多禄堂正面外景

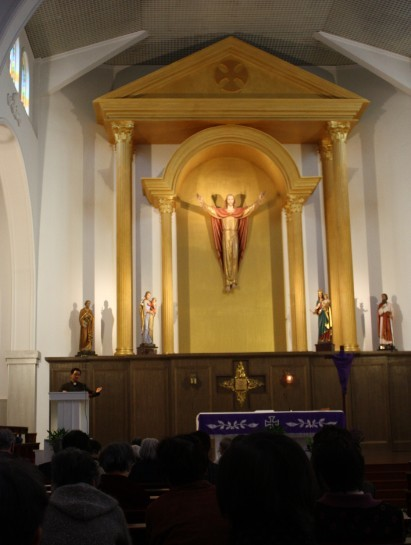
圣伯多禄堂内景（摄于圣周）

1996年重建后，新堂占地面积2556平方米，有三层，比原堂增加了两层；建筑面积共4114平方米，较原来增加了1414平方米。大堂安排在三楼，建筑结构与原堂基本相似。中间仍是一个拜占庭式大穹顶，由四道相互垂直的大跨度圆拱所承托着。祭台上方是用古希腊建筑元素所搭出的一个金色壁龛。四根大科林斯柱支撑起一座三角形山花墙，在其下方则又是四根小科林斯柱架构成的一道圆拱，中间安放着张开双臂的耶稣像。壁龛底部从左到右依次放置圣伯多禄、圣若瑟、圣母和圣保禄的圣像。大堂底下两层作办公和活动用房，原有天主教上海教区光启社、上海天主教知识分子联谊会等部门入驻。

## 堂区事业
1986年6月，由中国现代皮肤病学奠基人之一、瑞金医院皮肤科首任科主任朱仲刚教授等人发起，上海教区成立上海市天主教知识分子联谊会，1992年曾移到巨鹿路君王堂二楼，1996年起会址定于圣伯多禄堂内。该会是由居住在上海市的天主教界知识界人士发起组成的非营利性群众团体，其宗旨为“荣主爱国、团结教友、遵纪守法、服务社会”。会内设医务组、爱心组、书画组、教师组、联络组。2010年时有会员664人。该会开展社会服务工作，加强与海外天主教人士及团体的交往。
1998年10月至2010年，上海教区光启社曾进驻圣伯多禄堂；该社是上海教区在1984年10月开办的一所神学及出版机构，前身为上海耶稣会主办的汉学研究所。社址初在蒲西路120号主教府处，1993年迁移巨鹿路君王堂，1998年10月又迁到伯多禄堂。2010年，迁回徐家汇漕溪北路中金国际广场。

### 附属小堂
堂区原还附属一个小堂，名树本堂，又名法侨小堂、圣母堂，俗称安南教堂，位树本路（今建德路）1号，专供法籍与安南籍巡捕家属及侨民举行圣事。抗战胜利后，有少数中国教徒活动。文化大革命中被关闭。

## 弥撒时间
- 周一至周六：
  - 7:00 （中文弥撒），每逢首瞻礼六（每月第一个周五）弥撒后有圣体降福
  - 提前主日彌撒（周六）： 17:00（英文弥撒），18:30（中文弥撒）
- 主日：
  - 7:00（第一台中文弥撒）
  - 9:00（第二台中文弥撒），每月一、三主日弥撒后有追思
  - 11:00（英文弥撒）
  - 17:00（韩文弥撒）
  - 每月一、三主日：
    - 15:30（德文弥撒）